# Angaïs
Angaïs település Franciaországban, Pyrénées-Atlantiques megyében. Lakosainak száma 895 fő (2022. január 1.). Angaïs Bordes, Artigueloutan, Boeil-Bezing és Nousty községekkel határos.

## Népesség
A település népességének változása:
| Lakosok száma | 836  | 860  | 876  | 906  | 889  | 896  | 911  | 908  | 905  | 895  |
|               | 2010 | 2013 | 2015 | 2016 | 2017 | 2018 | 2019 | 2020 | 2021 | 2022 |